# ブルジョア憲法
ブルジョア憲法（ブルジョアけんぽう、英: bourgeois constitution）とは、ブルジョア革命（市民革命）に基づいて成立した憲法、およびその系統の憲法。アメリカ合衆国憲法、フランス共和国憲法、日本国憲法などの西側諸国の憲法を指す。「市民憲法」、「資本主義憲法」、「自由民主主義憲法」、「西側憲法」ともいう。対義語は社会主義憲法（プロレタリア憲法）。

## 概要
『ブリタニカ国際大百科事典 小項目事典』によるとブルジョア憲法の中心的原理は、国民主権、権力分立、および、自由権を中心とする人権（特に財産権などの経済的自由権）の保障である。19世紀末から20世紀にかけては、資本主義体制の矛盾が顕著となり、ブルジョア憲法は一定の福祉主義的な変容を受けた。
ブルジョア憲法の典型は、アメリカ合衆国憲法や、フランスの1791年憲法とされる。日本国憲法を含め「西側諸国」の憲法は、基本的にこの系統にある。
『日本大百科全書(ニッポニカ)』によると、現代の資本主義憲法は（かつての経済的自由放任を基礎とした「自由国家」と異なり）、経済への国家の介入を基礎とした「社会国家」の体制を取るものが多い。
法学者の西修いわく「資本主義憲法体制」の原点は、1789年のフランス人権宣言〔フランス革命〕に求めることができる。このような基本的前提の違いは、資本主義憲法と社会主義憲法との違いとして表れてくる。例えば、資本主義憲法は人権宣言に忠実に、権力分立を規定する。対して社会主義憲法は、権力集中制を定める。人権についても、資本主義憲法は「国家からの自由」、すなわち自由権を強調するのに対し、社会主義憲法は平等に重きを置き、それゆえ国家権力が個人の自由の中へ当然のように入り込んでいく。
こうした違いの中でもっとも本質的な違いは、世界観の違いと言える。すなわち資本主義憲法は、何が真理や絶対かは分からないという相対的世界観に立ち、体制批判者に対して表現の自由を認めるなど、寛大な態度を示している。一方、社会主義憲法は社会主義こそを「絶対善」とし、体制批判者に対しては厳しく処断する。

## 市民革命・産業革命
法学者の松本昌悦によればブルジョアジーは、封建主義社会に対する市民の解放を担った。言わば、聖職者や貴族に対しての新興階級がブルジョアジーだった。この新興階級は封建体制を資本主義体制にまで歴史的に変革させる主体であり、この変革の過程は政治的には「市民革命」、経済的には「産業革命」とされている。

## 人権（経済的自由権）・人民主権
法学者の浦部法穂によると、近代的な立憲主義の諸原理を必要とした人々とは、市民革命を遂行したブルジョアジー（ブルジョア階級）である。ブルジョアジーは、資本主義――すなわち「商品経済による自律的な経済秩序」――の確立を追求し、経済領域への権力的介入を一切排除しようとした。資本主義の一定の発展は、封建制の漸次的崩壊に等しい。この際、絶対君主制は封建的支配を維持・再編するため、強権的に介入した。しかしそれは、発展を妨げる障害物として否定されねばならなかった。ブルジョアジーにとって国家権力といったものは、絶対主義的権力を否定する面でも、資本主義にとって本来不要であるという面でも、制限される必要があった。
そのため、市民革命によってブルジョアジーが権力を握った際に登場した近代憲法は、個人の権利の保障と国家権力の制限を基本的な目的とした。近代憲法は、ブルジョアジーの利益を守るための統治組織を確立したのであり、これが近代立憲主義の本音の部分とされる。
しかしそれを実現するには、社会的に正当化するイデオロギーが必要となった。市民革命は、ブルジョアジーだけではなく広範な反封建勢力も結集することで遂行し得たのである。ブルジョアジーは、自分達の要求が、皆に共通する「普遍的要求」であるとして装わなければならなかった。故に近代憲法は、ブルジョアジーの権利ではなく基本的人権を保障し、ブルジョアジー主権ではなく人民主権を掲げた。つまり、階級を超えた普遍的価値の実現が掲げられたのであり、これが近代立憲主義の建前の部分とされる。

## 各国のブルジョア憲法

### アメリカ合衆国憲法
法学者の董成美によれば、アメリカ合衆国憲法は、アメリカのブルジョア革命（アメリカ独立革命）の産物である。「歴史上最も古いブルジョア憲法のひとつであり、世界で最も古い成文憲法」とされている。

### フランス共和国憲法
法学者の辻村みよ子によると、1793年の人間と市民の権利の宣言における「所有権」規定は、経済的自由を基礎とする点で、「ブルジョア革命の本質に適合している」。この人権宣言の目的は、現存するブルジョア財産の保全だった。1793年憲法はまさしくブルジョア革命の産物であり、ブルジョア憲法の原理の枠内にある。
1793年の人間と市民の権利の宣言と憲法は、「封建制を廃棄し資本主義的自由経済の進展を推進しようとするブルジョアジー本来の役割を果たした」。しかし民衆は「反資本的」性格を有しており、この点で民衆の立場と袂を分かっていた。経済的自由主義の上に立った人権（所有権）も、社会的・経済的平等の実現を不可能にしていた。

### 日本国憲法
都市工学者の井出智明によると、日本は「天皇主権と警察圧力を背景とした非民主的な政権運営の下」で太平洋戦争に向かい、一般生活者もジャーナリストも、民主主義を（自主的にまたは強制されて）放棄することとなった。日本の現代的民主化は、敗戦によってブルジョア憲法（日本国憲法）が半ば強制的に制定されることにより、ようやく実現した。
経済学者の村上和光によると、敗戦後の民主化政策は、第一に憲法体制の構築だと言える。日本国憲法は現代資本主義的憲法であり、これは「日本資本主義」を「現代資本主義」として再編成することに最も適合した最高法とされる。同時に日本国憲法は、労働基本権・社会権・生存権・公共福祉規定などを、たとえプログラム規定としてであれ、多面的に貫徹させている。

## 歴史

### 君主制・封建制との関係
浦部法穂によると、資本主義的生産が発展する中で、最高かつ独立した君主権は、封建的利益を守るために、資本主義的発展を抑圧・阻止する方向で、様々な政策を展開した。そのため、資本主義の担い手である新興ブルジョワジーにとって、君主の主権は否定されるべき対立物となった。君主（君主権）に代わる新たな主権原理が求められたのであり、これが民主（人民主権）である。
董成美によれば、アメリカ憲法が制定される前は、「全世界のあらゆる国が封建専制の制度であった」とされている。すなわち歴史的に見て、啓蒙思想家がアメリカで共和制の創立を主張していたことは画期的である。共和主義は、18世紀後半の民主革命思想だった。それは、人民大衆が君主制と世襲貴族制に反対する思想・意識であり、当時は急進的思想だった。
近代化の中で、封建制に反対し闘争する必要が生じ、ジョン・ロックやモンテスキューのような「ブルジョア啓蒙思想家」たちは、権力分立理論を学説へと発展させた。ロックの『市民政府論』を継承したモンテスキューは、国家の三つの権力（つまり立法権・行政権・司法権）が、それぞれ異なる人物または異なる機関によって掌握されなければならないと考えていた。さもなければ、市民の自由が保障されないためである。あらゆる権力が「一体化」した時には、専制君主の外観が無くとも、専制君主的であるとモンテスキューは指摘していた。
権力分立（権力抑制均衡）の原則は、「ブルジョア国家」と伴って創立され、既に200余年の運用の歴史がある。しかしこの歴史の中で、ブルジョア世界（資本主義世界）には重大な変化が発生した。すなわち、近代のブルジョア革命は、ブルジョアが圧勝することによって終結した。その後創建された政権は、ブルジョアという一つの階級によって占有された。

#### アメリカ
董成美によるとアメリカ憲法は、「封建君主専制に反対する革命精神」を象徴している。しかし同時に、アメリカのブルジョアジーにとってアメリカ憲法は、「独裁手段」でもある。

#### フランス
辻村みよ子によると、上層ブルジョワジーの利益を擁護するものとして、ジロンド派の一般的な憲法原理、およびコンドルセの憲法草案（ジロンド憲法草案）がある。コンドルセの憲法思想のうち、その自由主義的な経済思想は人権原理として結実し、その民主主義的な政治思想は選挙や地方行政などの統治原理となり、憲法草案を構成する要素となった。
他の同時代人たちと同様に、革命前夜のコンドルセは君主主義者だったが、アメリカ独立革命から強く影響され、民主的な政治原理への関心を深めていった。革命初期のコンドルセは、なお君主制を支持していたが、国王のヴァレンヌ逃亡事件を受け、後の1791年7月9日の演説の時点で明白な共和主義者となった。このようにして、君主制の放棄と自由・平等・人民主権を原理とする憲法体制の構想は、急な進展を見せた。

#### 日本
教育学者の堀尾輝久によると、羽仁五郎が参議院文教科学委員会（1948年5月27日）で行なった演説「教育勅語の廃止について」は、本質を突いた批判だった。彼は、勅語を処理するにあたって「何かの事情で、今まであったけれども最近なくなったというような受身的な気持」で考えてはならず、「命令によって、廃止になった」というように考えてもならないと述べた。そして、国民に勅語が「いかに有害であったか」を示す必要があるとして説明した。
第一に、教育勅語がいかに間違って有害であったかということは、道徳の問題を君主が命令したということにあるのであります。……内容的には反対する必要がないものもあるというようなお考えもありましたが、そういう点に問題があるのではなくて、たとえ完全なる真理を述べていようとも、それが君主の命令によって強制されたというところに大きな間違いがあったのである。内容に一点の瑕疵がなくても、完全な真理であっても、専制君主の命令で国民に強制したというところに間違いがある
このような批判に支えられ、1948年6月19日に衆議院で「教育勅語等排除に関する決議」がなされた。さらに
これらの詔勅の根本理念が主権在君並びに神話的国体観に基いている事実は、明らかに基本的人権を損い、且つ国際信義に対して疑点を残すもととなる。
とされ、勅令に指導原理的性格を認めず、これらを排除することが決議された。こうした転換を促したのは国民主権と人権の原理であり、すなわち勅令主義から法律主義への転換だった。ここには、教育への公権力の統制を排除することと、教育の自律性を法律によって保障することが含まれている。
このように近代憲法は、人権保障を中心としている。「人権宣言を含む近代憲法が、基本的にはブルジョワ憲法として歴史的に規定される」と同時に、その人権思想の本質的部分は、社会主義憲法にも引き継がれている。社会主義国の現実に多くの問題があるとしても、例えばウラジーミル・レーニンは民主主義の実現を課題としていた。こうした事例から、「人権の原理の歴史的普遍性」が見出されている。一方で人権原理は、人類の多年にわたる努力の成果であり、「不断の権利への闘いのなかで受け継がれ生かされる」という。